# Awraam Romanius
Awraam Iwanowicz Romanius, pol. Abraham de Romanius, ros. Аврам Иванович Романус (zm. po 1783, a przed 1787 rokiem) – generał porucznik Imperium Rosyjskiego w 1771 roku, dowódca korpusu wojsk rosyjskich stacjonujących w Polsce i na Litwie w 1781 roku, uczestnik walk przeciw konfederacji barskiej. W 1775 roku Sejm Rozbiorowy 1773–1775 nadał mu polski indygenat.
W 1774 roku odznaczony Orderem Orła Białego, w 1774 roku został kawalerem Orderu Świętego Stanisława, kawaler Orderu św. Aleksandra Newskiego, w 1770 odznaczony holsztyńskim Orderem św. Anny.
W dobrach hrabstwa iwienieckiego ulokował znaczny kapitał – 27 tysięcy czerwonych złotych, czyli 486 tys. złotych polskich. Po jego śmierci kwestia tego zobowiązania, wobec długów jego syna w Rosji, stała się przedmiotem żądań rosyjskich wobec Polski, w większości spełnionych przez Radę Nieustającą.